# Valeri Tsyganov
Pour les articles homonymes, voir Tsyganov.
Valeri Tsyganov (en russe : Валерий Иванович Цыганов, Valeri Ivanovitch Tsyganov), né le 14 octobre 1956 à Montchegorsk, est un ancien skieur alpin soviétique.
Il est le premier skieur alpin soviétique à avoir remporté une épreuve de la coupe du monde de ski, la descente d'Aspen I, le 5 mars 1981.

## Coupe du monde
- Meilleur résultat au classement général : 18e en 1981
  - 1 victoire : 1 descente

### Saison par saison
- Coupe du monde 1979 :
  - Classement général : 68e
- Coupe du monde 1980 :
  - Classement général : 28e
- Coupe du monde 1981 :
  - Classement général : 18e
    - 1 victoire en descente : Aspen I
- Coupe du monde 1982 :
  - Classement général : 39e
- Coupe du monde 1984 :
  - Classement général : 80e